# 3151 Talbot
3151 Talbot è un asteroide della fascia principale. Scoperto nel 1983, presenta un'orbita caratterizzata da un semiasse maggiore pari a 2,7617029 UA e da un'eccentricità di 0,1390000, inclinata di 19,52803° rispetto all'eclittica.
L'asteroide è dedicato al fotografo e inventore inglese William Fox Talbot.